# Вітковський В'ячеслав Владикович
В'ячеслав Владикович Вітковський – український хореограф, заслужений артист України (2008), головний балетмейстер Оперної студії Національної музичної академії України ім. П.І. Чайковського, балетмейстер-постановник вокально-хореографічного шоу-гурту «КОZАКИ», член правління Київського осередку Національної хореографічної спілки України, доцент кафедри хореографії Національного педагогічного університету ім. М.П. Драгоманова та Київського педагогічного університету ім. Б.Д. Грінченка, старший викладач оперної підготовки та музичної режисури Національної музичної академії України ім. П.І. Чайковського.

## Життєпис
Народився 25 березня 1957 року в м. Києві. В шкільні роки почав танцювати в Народному ансамблі танцю «Горлиця» Жовтневого палацу культури профспілок. Керівником ансамблю був заслужений працівник культури, професор Є. В. Зайцев, відомий педагог характерного та народно сценічного танцю, соліст балету Київського театру опери та балету ім. Т. Г. Шевченка. 
У 1975 році В. В. Вітковський був призваний на строкову службу артистом балету Ансамблю пісні і танцю Чорноморського флоту.
Після стокової служби в 1977 році навчався в Хореографічній студії при Державному заслуженому академічному ансамблі танцю України ім. Павла Вірського. Після закінчення студії з 1978 по 1980 працював артистом балету в Заслуженому Шахтарському ансамблі пісні і танцю «Донбас» (м. Донецьк). 
З 1980 року В. В. Вітковський працює артистом балету, потім солістом, а згодом, в 1989 році, стає балетмейстером Оперної студії Національної музичної академії ім. П. І. Чайковського.
1984-1988 рр. – навчання в Київському державному інституті культури, клас композиції заслуженого артиста України професора А.П. Колоска та педагога А.С. Єрмоліної. Під час навчання В.В. Вітковський стає Лауреатом Першого українського конкурсу балетмейстерів-постановників (1987), переможцем кількох науково-практичних конференцій вищих навчальних закладів культури.
З 1980 року працював балетмейстером в самодіяльних колективах Києва. 1985 – 1989 рр. – художній керівник та балетмейстер-постановник хореографічного ансамблю «Лілея» Будинку культури київського заводу «Арсенал». В 1989 році керований ним колектив отримує почесне звання «Народний ансамбль».
Після закінчення навчання з 1988 року по 1998 рік – педагог кафедри хореографії Київського державного інституту культури (пізніше Національного університету культури і мистецтв). Викладав предмет «Мистецтво балетмейстера», був асистентом заслуженого артиста України професора К.Ю. Василенка, заслуженого артиста України професора О.П. Колоска, був викладачем композиції на кафедрі сучасного бального танцю. Студенти В.В. Вітковського стали відомими виконавцями та балетмейстерами, працюють в багатьох колективах України та за кордоном.
З 2000 року В.В. Вітковський балетмейстер-постановник, а з 2002 року і по 2009 рік – головний балетмейстер Академічного ансамблю пісні і танцю Міністерства внутрішніх справ України. За цей час ним створено більше п’ятидесяти хореографічних та вокально-хореографічних композицій, танців, хореографічних сцен різних по тематиці, жанру та стилю. Балетна група ансамблю стає Лауреатом Першого (2003 р.) та Другого (2007 р.) фестивалю-конкурсу української хореографії ім. П.П. Вірського.
З 2001 року й по теперішній час В.В. Вітковський викладач кафедри оперної підготовки та музичної режисури Національної музичної академії України ім. П.І. Чайковського, головний балетмейстер-постановник оперної студії НМАУ. В.В. Вітковський – автор хореографії більше 40 музичних вистав Оперної студії: опер, оперет, мюзиклів та концертних програм.
У 2002-2003 рр. В.В. Вітковський співпрацює з Ансамблем пісні і танцю «Сіверські клейноди» Чернігівського обласного філармонійного центру. Було створено цілу низку хореографічних і вокально-хореографічних композицій. Балетна група ансамблю стає Дипломантом Першого фестивалю-конкурсу української хореографії ім. П.П. Вірського в 2003 році, а В. Вітковський отримує почесну відзнаку «Медаль Павла Вірського».
У 2005 році В.В. Вітковський, як балетмейстер-постановник, отримує звання Лауреата конкурсу «Смарагдова ліра» Державної прикордонної служби України, за композицію на теми героїчного епосу українського народу.
У 2008 році В.В. Вітковський за багаторічну сумлінну працю і творчі здобутки отримав почесне звання «Заслужений артист України». В цьому ж році в Національному педагогічному університеті України ім. М.П. Драгоманова В. Вітковський отримує ступінь магістра хореографії (тема магістерської роботи «Старовинні українські козацькі танці»).
У 2009 р. – 2010 р. В.В. Вітковський головний режисер Академічного ансамблю пісні і танцю МВС України.
Від 2011 року – доцент кафедри хореографії Національного педагогічного університету ім. М.П. Драгоманова
З 2015 року В.В. Вітковський є балетмейстером-постановником вокально-хореографічного шоу-гурту «КОZАКИ».
З 2016 року – доцент кафедри хореографії Київського педагогічного університету ім. Б. Грінченка
В.В. Вітковський є членом правління Київського осередку Національної хореографічної спілки України, проводить громадську роботу серед творчих спілок та художніх колективів України, є членом журі багатьох конкурсів та фестивалів музичного та хореографічного мистецтва, зокрема: міжнародний конкурс «Джерело надій», «Ластівка-денс», «Україна єднає світ» тощо.

### Творчі здобутки
Автор хореографії до музичних вистав Оперної студії НМАУ ім. П.І. Чайковського

#### Опери
- С. Рахманінов «Алеко», 1980 р., 2008 р., 2012 р.
- Дж. Верді «Ріголетто», 1990 р., 2003 р., 2016 р.
- Г. Доніцетті «Любовний напій», 1991 р.
- Дж. Верді «Травіата», 1992 р., 2011 р.
- Н. Римський-Корсаков «Майська ніч», 1993 р.
- Менотті «Амаль та нічні гості», 1993 р., 1996 р., 1998 р.
- Ж. Бізе «Кармен», 1997 р.
- Ф. Гуно «Фауст», 1998 р.
- В. Кирейко «Лісова пісня», 1998 р.
- С. Гулак-Артемовський «Запорожець за Дунаєм», 2006 р., 2010 р.
- С. Баневич «Стійкий олов’яний солдатик», 2006 р., 2010 р.
- М. Лисенко «Наталка Полтавка», 2007 р.
- К. Орф «Розумниця», 2009 р.
- А. Комликова «Самотність», 2009 р.
- А. Глюк «Орфей і Еврідіка», 2010 р.
- В. Губаренко «Монологи Джульєти», 2011 р.

#### Оперети
- І. Кальман «Фіалка Монмартру», 1989 р.
- Й. Штраус «Летюча миша», 1999 р.
- А. Костін «Софія Потоцька», 2001 р.

#### Мюзикли
Л. Бернстайн «Вестсайдська історія», 1999 р.

#### Балетні вистави
- «Українські скетчі», 1995 р.
- «Від Євбазу до Подолу», 1995 р., 1998 р.

#### Інше
- «Чумацький шлях», 2003 р. (Київський академічний театр українського фольклору «Берегиня»)
- «Український вертеп», 2005 р. (Київський академічний театр українського фольклору «Берегиня»)
- «Русалії», 2010 р. (Київський академічний театр українського фольклору «Берегиня») – режисер і балетмейстер-постановник
- «Білі плями», шоу-фольк-ревю, 2013 р. (Національна заслужена капела бандуристів ім. Г. І. Майбороди спільно з Оперною студією НМАУ ім. П.І. Чайковського)